# 629

## Úmrtí
- Chlothar II., franský král

## Hlavy států
- Papež – Honorius I. (625–638)
- Sámova říše – Sámo (623–659)
- Byzantská říše – Herakleios (610–641)
- Franská říše – Chlothar II. (584–629)
  - Neustrie & Burgundsko – Dagobert I. (629–639)
  - Austrasie – Dagobert I. (623–634) + Pipin I. (majordomus) (623–629) » Ansegisel (majordomus) (629–639)
  - Akvitánsko – Charibert II. (629–632)
- Anglie
  - Wessex – Cynegils (611–643) + Cwichelm (626–636)
  - Essex – Sigeberht I. Malý (617–653)
- Bulharsko – Urgan (610/617–630)
- Perská říše – Ardašír III. (628–630)